# 4366 Venikagan
4366 Venikagan је астероид главног астероидног појаса. Приближан пречник астероида је 30,61 ,
а средња удаљеност астероида од Сунца износи 3,151 астрономских јединица (АЈ).
Инклинација (нагиб) орбите у односу на раван еклиптике је 1,736 степени, а орбитални период износи 2043,894 дана (5,595 година). Ексцентрицитет орбите астероида износи 0,142.
Апсолутна магнитуда астероида износи 12,10 а геометријски албедо 0,027.
Астероид је откривен 24. децембра 1979. године.